# Adrian Dunbar
Adrian Dunbar, född 1 augusti 1958 i Enniskillen, är en brittisk (irländsk) skådespelare och regissör. 

## Filmografi i urval
- 1989 – Min vänstra fot
- 1991 – Hear My Song
- 1992 – Kommissarie Morse (TV-serie)
- 1992 – The Crying Game
- 1993 – Cracker (TV-serie)
- 1994 – Fröken O'Hares hemlighet
- 1995 – Richard III
- 1997 – Melissa (TV-serie)
- 1998 – Generalen
- 2000 – Tough Love (TV-serie)
- 2004 – Mickybo and Me
- 2009 – Ashes to Ashes (TV-serie)
- 2010 – Ett fall för Frost (TV-serie)
- 2011 – Mord i paradiset (TV-serie)
- 2012 – Scott & Bailey (TV-serie)
- 2012–2019 – Line of Duty (TV-serie)